# Nívea Soares - Acústico
Acústico é o terceiro álbum ao vivo de Nívea Soares, sendo o quinto disco de toda a sua carreira, idealizado e produzido pela Aliança. A obra traz alguns de seus maiores sucessos, além de duas canções inéditas. O álbum contou com participações especiais de Ana Paula Valadão, Fernanda Brum, David Quinlan e Adhemar de Campos. Cerca de três mil pessoas compareceram ao evento, lotando o Citibank Hall. Foi gravado em HDTV e foi lançado também em blu-ray.

## Faixas
1. Ele Vem
2. Aumenta o Fogo
3. Eu Nasci Para Te Adorar (Participação David Quinlan)
4. Sobre as Águas
5. Centro da Tua Vontade (Participação Fernanda Brum)
6. Vinde a Mim (Participação Ana Paula Valadão e Fernanda Brum)
7. Me Esvaziar
8. Mais Perto Quero Estar
9. Correrei Para a Tua Cruz (Participação Adhemar de Campos)
10. Tempo de Adorar
11. Tua Glória a Brilhar (Facedown)
12. Reina Sobre Mim
13. Rio